# Hinrich Sickenberger

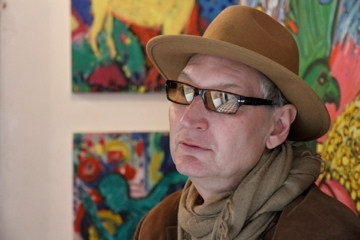
Hinrich Sickenberger (2012)

Hinrich Sickenberger (* 1955 in Aschaffenburg) ist ein deutscher Künstler, der in den Bereichen Performance, Videokunst, Installation und Malerei arbeitet.

## Leben
Hinrich Sickenberger kam 1975 nach zwei Jahren in Darmstadt nach Köln. Er zeigte Live-Performances, unter anderem 1976 im Rahmenprogramm der FIAG, Paris (erste „LOVE-SICK“-Version), 1979 auf der Art Basel 10 (Transitorriness und Reflection I), 1981 Posing beim Performance-Festival „Bei lebendigem Leibe“ in Köln und 1982 Love-Sick im Berliner Künstlerhaus Bethanien bei dem Performance-Festival „Performance, eine andere Dimension“. 1979 fand in Köln die Aktion 24-Stunden-Probewohnen zusammen mit MAF Räderscheidt statt. Die beiden Künstler lebten öffentlich in einem Schaufenster-Pavillon des Kaufhauses Karstadt.
Musikalische Performance-Formen präsentierte Sickenberger u. a. 1982 im Kunstverein Köln mit einer Uraufführung anlässlich der „Koffer-Edition“ und unter dem Namen KALA SIC (&Band) 1983 im Rheinischen Landesmuseum Bonn und u. a. im Alten Wartesaal Köln.
Hinrich Sickenberger war von 1979 bis 1981 Mitglied der Elektro-Pop-Gruppe Gina X Performance. Sie veröffentlichten die Tonträger Nice Mover(1979), X-traordinaire (1980) und Voyeur (1981).
1981 zeigte Hinrich Sickenberger Installationen bei der ART 12 in Basel und auf dem Internationalen Kunstmarkt Köln (heute ART Cologne),  sowie 1982  im Rahmen der Photokina in Köln. Er widmete sich auch der Video-Kunst, die er 1982/83 in der Ausstellung „Videokunst in Deutschland 1963–1982“. Bis Ende der 1990er Jahre entwickelte er Video-Stills, vom Monitor abfotografierte Standbilder von zuvor gefilmten Video-Sequenzen, die bearbeitet und verfremdet wurden.
Hinrich Sickenberger arbeitete bis 2001 im Medienbereich (Fernsehen/Film), zunächst als Redakteur/Realisator, dann als Teilhaber der Agentur PMC gemeinsam mit Ica und Michael Souvignier in Köln.  2001 zog  er nach Marrakesch. Dort entstanden großformatige Gemälde und Zeichnungen und digitale Kunst, die u. a. in Ausstellungen in einem alten Palast in der Medina zur Arts in Marrakech Biennale 2010 und 2012, bei ART Ourzazate 2013/14 und bei LES DEUX TOURS 2016 zu sehen waren.

## Trivia
Sickenberger war 2016 Teilnehmer bei der VOX-Sendung Das perfekte Dinner.